# 1619
- Wikisource

| Calendário gregoriano                                                        | 1619 MDCXIX                          |
| Ab urbe condita                                                              | 2372                                 |
| Calendário arménio                                                           | 1068 – 1069                          |
| Calendário bahá'í                                                            | -225 – -224                          |
| Calendário budista                                                           | 2163                                 |
| Calendário chinês                                                            | 4315 – 4316 Início a 14 de fevereiro |
| Calendário copta                                                             | 1335 – 1336                          |
| Calendário etíope                                                            | 1611 – 1612                          |
| Calendários hindus - Vikram Samvat - Calendário nacional indiano - Cáli Iuga | 1674 – 1675 1540 – 1541 4719 – 4720  |
| Calendário Holoceno                                                          | 11619                                |
| Calendário islâmico                                                          | 1028 – 1029                          |
| Calendário judaico                                                           | 5379 – 5380                          |
| Calendário persa                                                             | 997 – 998                            |
| Calendário rúnico                                                            | 1869                                 |
| Calendário solar tailandês                                                   | 2162                                 |

1619 (MDCXIX, na numeração romana)  foi um ano comum do século XVII do actual Calendário Gregoriano, da Era de Cristo, a sua letra dominical foi F (52 semanas), teve início a uma terça-feira e terminou também a uma terça-feira.
| Ano completo                       |
| ---------------------------------- |
| Ano comum com início à terça-feira |

## Eventos
- Fundação da Casa de Burgess, em Jamestown, Virgínia, a primeira câmara legislativa dos Estados Unidos.

### Julho
- 30 de julho - Acontece a primeira assembleia representativa das Américas na Casa de Burgess, em Jamestown, Virgínia.

### Mortes
- 21 de Maio - Girolamo Fabrizio, cirurgião e anatomista italiano (n. 1537).
- Domingos Jorge, mártir português no Japão.

### Em andamento
- Guerra dos Trinta Anos (1618–1648)

## Por tema
- 1619 na arte